# Oxímetro de pulso

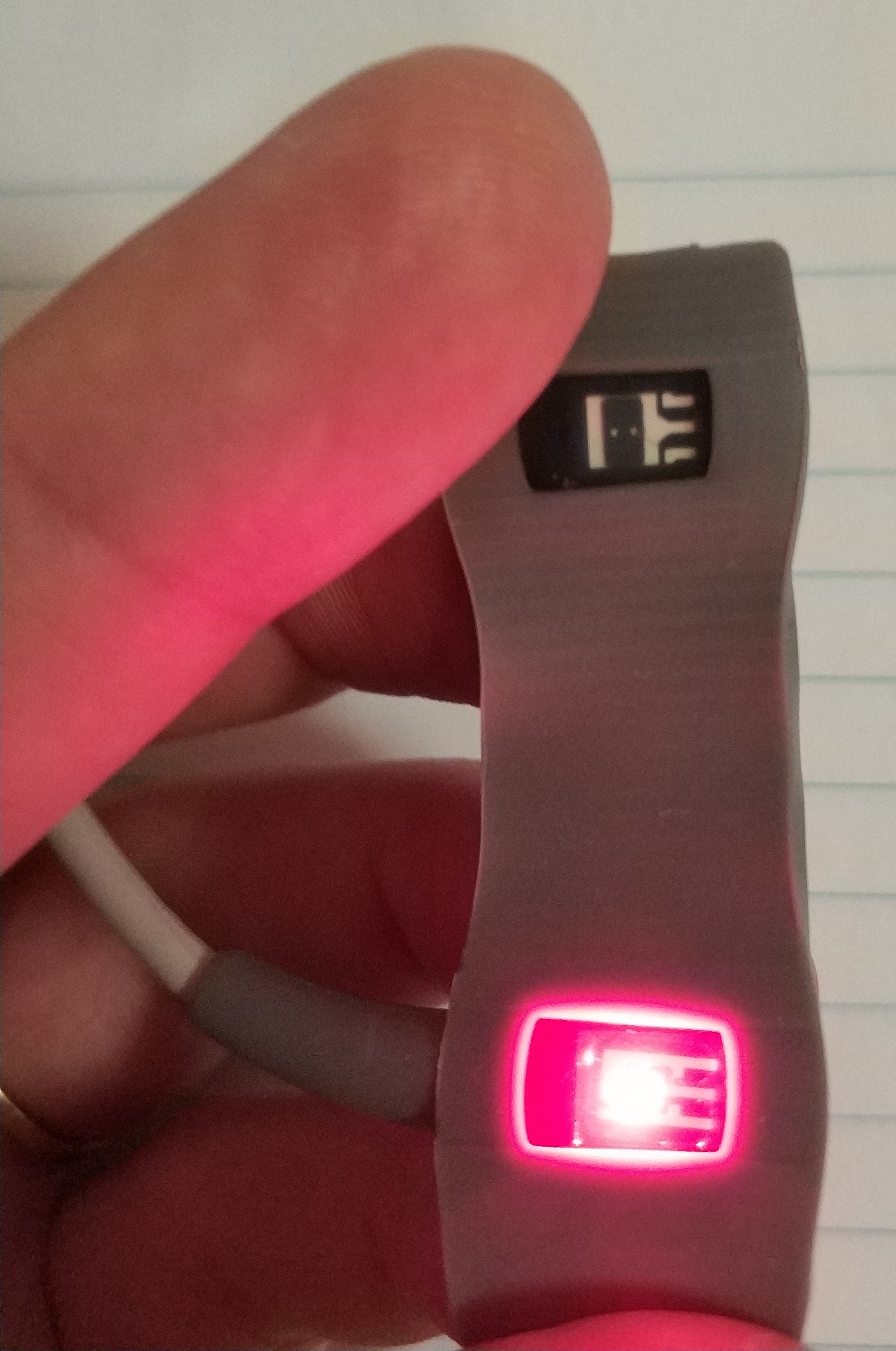
Pulsioxímetro

Un oxímetro de pulso o pulsioxímetro es un instrumento médico utilizado en la pulsioximetría. Esta técnica permite medir de manera indirecta la saturación de oxígeno de la sangre de un paciente, sin necesidad de tomar una muestra de sangre. Algunos oxímetros pueden ser sensibles a los cambios en el volumen de sangre en la piel, generando un fotopletismograma. A menudo se conecta el oxímetro de pulso a un monitor médico para que el personal sanitario pueda vigilar de modo continuo la oxigenación del paciente. La mayoría de los monitores también muestran la frecuencia cardíaca. Los que tienen batería son portátiles y permiten hacer mediciones de saturación de oxígeno fuera del hospital. 
El oxímetro original lo diseñó Milliken en la década de 1940. El precursor del oxímetro de pulso moderno actual lo desarrolló en 1972 Takuo Aoyagi en Nihon Kohden utilizando la relación entre la absorción de la luz roja y la infrarroja en el punto de medición. Lo comercializó Biox en 1981 aunque no tuvo una adopción amplia en los Estados Unidos hasta finales de 1987.

## Principio

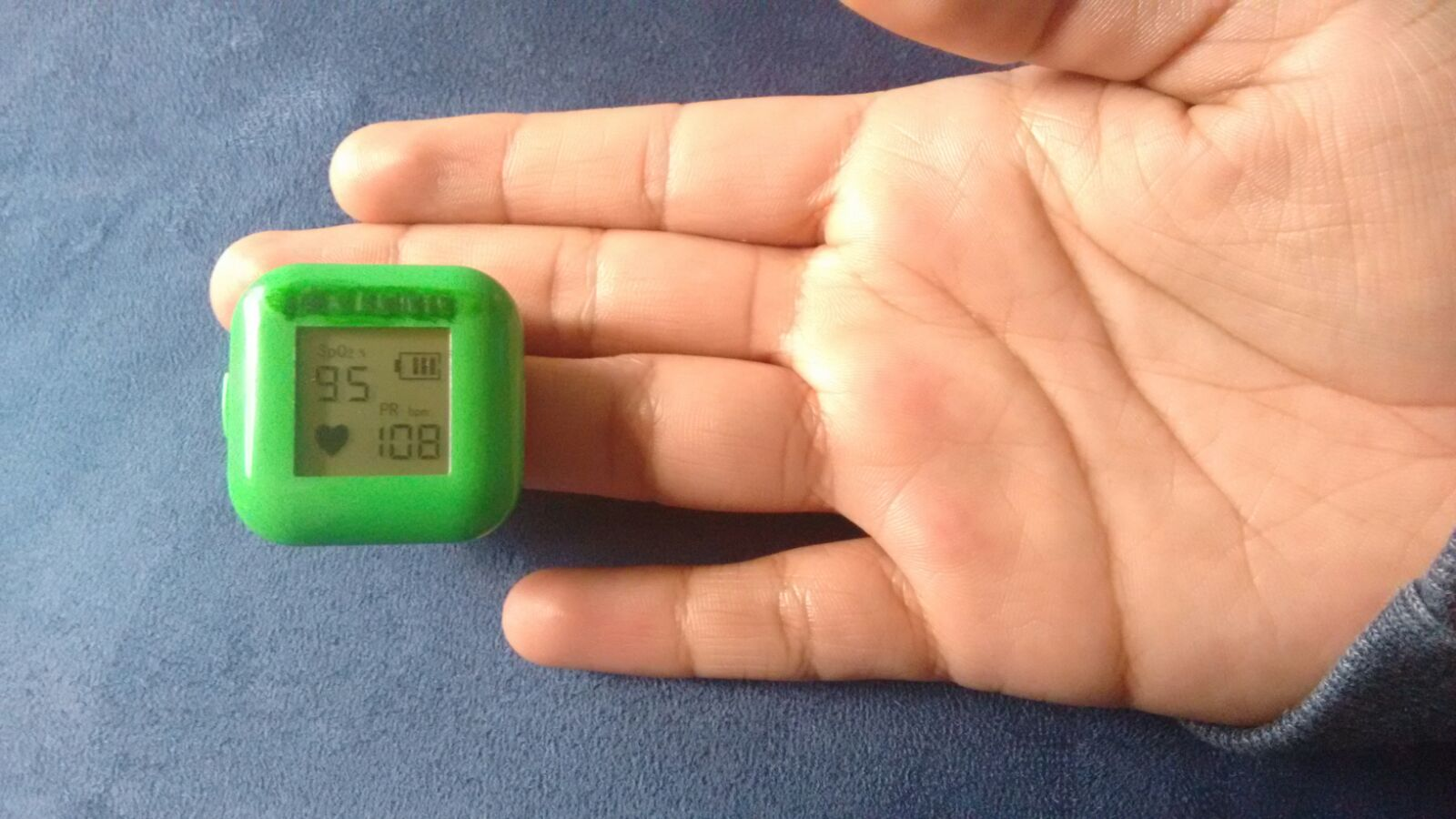
Oxímetro digital.

El pulsioxímetro es un instrumento de medida particularmente conveniente y no invasivo, muestra el porcentaje de hemoglobina en la sangre que es portadora de oxígeno. Más específicamente, muestra el porcentaje de oxihemoglobina en la sangre arterial (la proteína de la sangre que transporta el oxígeno). Los intervalos normalmente aceptables para los pacientes sin patología pulmonar son del 95 al 99 por ciento. Para un paciente que respira aire ambiente, en alturas no muy por encima del nivel del mar, se puede hacer una buena estimación del nivel de pO2 arterial con un monitor de "saturación de oxígeno" (SPO2) suficientemente sensible.

Un pulsioxímetro típico utiliza un microprocesador con un par de pequeños diodos emisores de luz (LED) enfocados hacia un fotodiodo; los primeros envían una serie de impulsos que atraviesan una parte translúcida del cuerpo del paciente, habitualmente un dedo o un lóbulo de la oreja. Un LED emite una longitud de onda de 660 nm (rojo) y el otro emite una longitud de onda de 940 nm (infrarrojo) (Ley de Beer-Lambert).

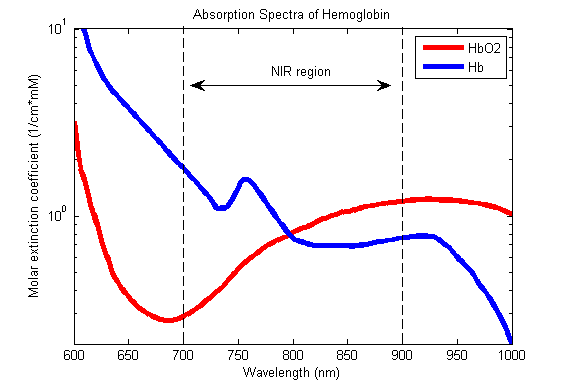
Espectro de absorción de la hemoglobina oxigenada (HbO_{2}) y la hemoglobina desoxigenada (Hb) para las longitudes de onda infrarroja y la roja.

La absorción de la luz de estas longitudes de onda difiere significativamente entre la hemoglobina cargada de oxígeno y la hemoglobina sin oxígeno:
- La hemoglobina oxigenada absorbe más radiación infrarroja (940 nm) y permite pasar más luz roja (660 nm)
- La hemoglobina desoxigenada absorbe más luz roja (660 nm) y permite pasar más radiación infrarroja (940 nm)

Al arrancar el aparato, se crea un ciclo repetitivo en que los LED envían una secuencia de impulsos con una frecuencia de unas treinta veces por segundo: primero un LED, luego el otro, a continuación, ambos y entonces.. vuelta a empezar. Esto permite que el fotodiodo detecte alternativamente la intensidad de luz roja y de luz infrarroja, por separado, y aparte se pueda ajustar el nivel de base de la luz ambiental.
Se mide la cantidad de luz que atraviesa los tejidos (en otras palabras, la que no se absorbe) y se registran los niveles de señal normalizados separados para cada longitud de onda. Estas señales fluctúan en el tiempo, ya que la cantidad de sangre arterial que está presente aumenta de golpe con cada latido del corazón (literalmente: a trompicones como una ola),  por lo que se sabe de forma segura que los máximos son de sangre arterial —la que se quiere medir—. Al sustraer el nivel mínimo de luz medido para cada longitud de onda del nivel máximo medido, se corrigen los efectos causados por los diferentes tejidos que han atravesado.
A continuación se calcula la relación entre las intensidades de luz roja y de luz infrarroja (que representa la proporción de la hemoglobina oxigenada respecto del hemoglobina desoxigenada), y esta relación es convertida por el procesador en un nivel de SPO2 mediante una tabla de consulta obtenida de una forma empírica (por cada fabricante), aplicando la ley de Beer-Lambert, dado que la absorbancia de ambas hemoglobinas es la misma (punto isosbéstico) para las longitudes de onda de 590 nm y 805 nm. Los primeros pulsioxímetros empleaban estas longitudes de onda para la corrección de la concentración de hemoglobina.

## Tipos de oxímetro
Hay diferentes tipos de oxímetros de pulso disponibles en la actualidad. Existen diferentes modelos y diseñado de tal manera para atender a las necesidades del paciente. Se incluye lo siguiente: la muñeca, de mesa, de mano, y los modelos de la yema del dedo.

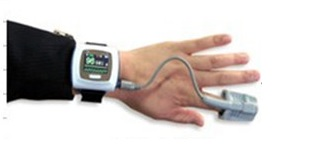
Oxímetro de muñeca.

### Oxímetro de muñeca
Se lleva en la muñeca, similar a un reloj de pulsera y un sensor es en el dedo. Un corto cable se utiliza para unir las dos partes para la vigilancia continua del paciente. Se utilizan normalmente en los centros de sueño en los pacientes que sufren de apnea del sueño.

### Oxímetro de mesa
Este tipo no es portátil y se utiliza principalmente en los hospitales, ya que cuenta con funciones más sofisticadas, como más sensores y puede hacer un seguimiento continuo. También cuenta con otras herramientas de seguimiento como la presión arterial.

### Oxímetro de mano
Se encuentran comúnmente en los hospitales, y es similar al oxímetro de pulso del dedo. Se utiliza una luz en la medición de la hemoglobina a través de la yema del dedo. Sin embargo, tiene un cable que está conectado directamente a un ordenador a diferencia con los dedos oxímetro de impulsos que muestra el resultado en la pantalla digital que se encuentra en el propio oxímetro. Esto se utiliza para pacientes que están en riesgo en sus extremidades inferiores. En tales casos, el oxímetro de mano está pegada en la punta del pie del paciente.

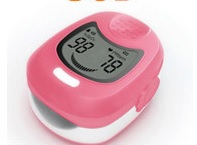
Oxímetro para el pulso en dedo.

### Oxímetro de pulso de dedo
Este dispositivo se coloca en el dedo y tiene un pequeño ordenador con pantalla. Es portátil, y se puede colocar en el bolsillo o en el bolso. Funciona a través de luz, una vez que el LED sobre un lado emite luz, un fotoreceptor medirá en el otro lado. Es fácil de utilizar, ya que simplemente se desliza en el dedo índice y así, mide y muestra las lecturas en la pantalla del nivel de oxígeno en la sangre.
Entre todos los oxímetros de pulso, este es el fácil de usar, ya que incluso si la persona que va a utilizar no sabe nada acerca de cómo obtener las lecturas del oxímetro, será capaz de hacerlo correctamente debido a su sencillez, eficiencia y practicidad. No necesita cables para su uso, ya que funciona con pilas o batería recargable.